# Menuet en fa majeur, KV 1d (Mozart)
Le Menuet pour clavier en fa majeur, KV 1d, est une brève pièce, composée par Wolfgang Amadeus Mozart à Salzbourg le 16 décembre 1761, alors que Wolfgang n'avait que cinq ans. C'est la quatrième pièce de musique composée par Mozart. Ce morceau de musique se trouve dans le Nannerl Notenbuch, un petit cahier que Leopold Mozart, le père de Wolfgang, employait pour enseigner la musique à ses enfants. La pièce a été mise par écrit par Leopold, car le petit Wolfgang était trop jeune pour savoir écrire la musique.   

## Description
C'est une pièce très courte, comprenant seulement vingt mesures, dans la tonalité de fa majeur et jouée à 
. Elle est habituellement interprétée au clavecin, mais elle peut-être jouée sur d'autres instruments à clavier.

## Analyse
Comme l'indique le tempo, c'est une pièce assez rapide, écrite en forme binaire. Elle est formée de deux parties, avec des signes de répétition à la fin de chaque section. La première partie comporte huit mesures et la seconde douze. 
Cette danse de Mozart est la première qui garde constancia la forme du menuet. Comme menuet, elle est par définition élégante, majestueuse dans le style. De même que toutes les pièces de Mozart contenues dans le Notenbuch, les influences stylistiques les plus claires sont à chercher dans les pièces que le petit Wolfgang étudiait avec Leopold Mozart et Georg Christoph Wagenseil. Tout au long de la pièce, apparaissent différents ornements de deux types: trilles et mordants. Apparaissent aussi des formules rythmiques d'une certaine complexité, comme des triolets et des traits en triples croches, ce qui reflète les progrès de Wolfgang en la composition.
Au début du manuscrit est inscrite la date de composition, écrite de la main de Leopold Mozart: « Menuetto del Sgr: Wolfgango Mozart 16:to Decembris 1761 ».